# Prairie Township (Audrain County, Missouri)
Die Prairie Township ist eine von acht Townships im Audrain County im mittleren Nordosten des US-amerikanischen Bundesstaates Missouri. Das U.S. Census Bureau hat bei der Volkszählung 2020 eine Einwohnerzahl von 901 ermittelt.

## Geografie
Die Prairie Township liegt rund 80 km nördlich des Missouri River und rund 70 km westlich des Mississippi, der die Grenze zu Illinois bildet.
Die Prairie Township liegt auf 39° 16′ N, 91° 42′ W und erstreckt sich über 204,6 km². 
Die Prairie Township liegt im Norden des Audrain County und grenzt nordwestlich an das Monroe County sowie nordöstlich an das Ralls County. Innerhalb des Audrain County grenzt die Prairie Township im Osten an die Cuivre Township, im Süden an die Linn Township, im Südwesten an die South Fork Township sowie im Westen an die Salt River Township.

## Verkehr
In der Prairie Township treffen der U.S. Highway 54 und die Missouri State Route 19 zusammen. Bei allen weiteren Straßen innerhalb der Township handelt es sich um untergeordnete und zum Teil unbefestigte Fahrwege.
Durch den äußersten Südosten der Township verläuft eine Eisenbahnlinie der Kansas City Southern, die von Springfield in Illinois nach Kansas City führt.
Mit dem Mexico Memorial Airport befindet sich rund 20 km südwestlich der Prairie Township ein kleiner Flugplatz. Der nächstgelegene größere Flughafen ist der rund 150 km ostsüdöstlich gelegene Lambert-Saint Louis International Airport.

## Demografische Daten
Nach der Volkszählung im Jahr 2010 lebten in der Prairie Township 932 Menschen in 386 Haushalten. Die Bevölkerungsdichte betrug 4,6 Einwohner pro Quadratkilometer. In den 386 Haushalten lebten statistisch je 2,41 Personen. 
Ethnisch betrachtet setzte sich die Bevölkerung zusammen aus 99,0 Prozent Weißen, 0,2 Prozent Afroamerikanern, 0,4 Prozent amerikanischen Ureinwohnern sowie 0,1 Prozent (eine Person) Asiaten; 0,2 Prozent stammten von zwei oder mehr Ethnien ab. Unabhängig von der ethnischen Zugehörigkeit waren 0,2 Prozent der Bevölkerung spanischer oder lateinamerikanischer Abstammung. 
23,8 Prozent der Bevölkerung waren unter 18 Jahre alt, 60,5 Prozent waren zwischen 18 und 64 und 15,7 Prozent waren 65 Jahre oder älter. 50,6 Prozent der Bevölkerung war weiblich.
Das mittlere jährliche Einkommen eines Haushalts lag bei 39.669 USD. Das Pro-Kopf-Einkommen betrug 19.692 USD. 11,3 Prozent der Einwohner lebten unterhalb der Armutsgrenze.

## Ortschaften
Neben Streubesiedlung lebt die Mehrheit der Bewohner in der Stadt Laddonia, die sich zu einem kleinen Teil bis in die südlich benachbarte Linn Township erstreckt.